# Anatoli Iarkin
Anatoli Nikolàievitx Iarkin (Анатолий Николаевич Яркин) (província de Zaporíjia, República Socialista Soviètica d'Ucraïna, 11 de novembre de 1958) va ser un ciclista rus, d'origen ucraïnès, que competí representant la Unió Soviètica. Va guanyar una medalla d'or a la prova en contrarelotge per equips als Jocs Olímpics d'estiu de Moscou de 1980.

## Palmarès
- 1979
  -  Campió de la Unió Soviètica en Contrarellotge per equips
  - Vencedor d'una etapa a l'Olympia's Tour
  - Vencedor d'una etapa a la Volta a Cuba
- 1980
  -  Medalla d'or als Jocs Olímpics de Moscou en Contrarellotge per equips (amb Iuri Kaixirin, Serguei Xelpakov i Oleg Logvin)
- 1981
  - Vencedor de 2 etapes a la Volta a Cuba
  - Vencedor d'una etapa al Baby Giro
- 1982
  - Vencedor d'una etapa a la Volta a Renània-Palatinat